# Estación de Fratel
La Estación Ferroviaria de Fratel, igualmente conocida como Estación de Fratel, es una plataforma ferroviaria de la Línea de la Beira Baixa, que sirve a la parroquia de Fratel, en el ayuntamiento de Vila Velha de Ródão, en Portugal.

## Descripción

### Características físicas
Contaba, en enero de 2011, con dos vías de circulación, ambas con 394 metros de longitud; las plataformas tenían ambas 184 metros de extensión, y 70 centímetros de altura.

### Servicios
En julio de 2011, la estación era utilizada por servicios Regionales, de la operadora Comboios de Portugal.

## Historia
La estación se encuentra en el tramo entre Abrantes y Covilhã de la Línea de la Beira Baixa, que comenzó a ser construido a finales de 1885, y entró en explotación el 6 de septiembre de 1891.
La serie Estação da Minha Vida, de la Radio Televisión Portuguesa, fue basada en la Estación de Fratel, efectuándose las grabaciones en 2001.